# Imaginary ENOZ featuring HARUHI
『Imaginary ENOZ featuring HARUHI』（イマジナリー エノッズ フィーチャリング ハルヒ）は、テレビアニメ『涼宮ハルヒの憂鬱』のアルバムである。2010年2月24日にLantisから発売された。

## 概要
テレビアニメ『涼宮ハルヒの憂鬱』の劇中に登場する架空のバンドグループ「ENOZ」の、「Imaginary ENOZ & 涼宮ハルヒ」名義によるアルバム。
『涼宮ハルヒの詰合』に収録された「God knows...」「Lost my music」、ドラマCD『サウンドアラウンド』に収録された「First Good-Bye」と新曲3曲を収録。CDジャケットには、涼宮ハルヒと長門有希が描かれている。

## 収録曲
1. Star way to heaven [4:15]
作詞：畑亜貴、作曲・編曲：オオヤギヒロオ
2. Secret of sensation [3:28]
作詞：畑亜貴、作曲・編曲：黒須克彦
3. When I was in love [3:29]
作詞：畑亜貴、作曲・編曲：黒須克彦
4. God knows... [4:39]
作詞：畑亜貴、作曲・編曲：神前暁
  - テレビアニメ『涼宮ハルヒの憂鬱』第12話挿入歌
5. Lost my music [4:15]
作詞：畑亜貴、作曲・編曲：神前暁
  - テレビアニメ『涼宮ハルヒの憂鬱』第12話挿入歌
6. First Good-Bye [4:36]
作詞：畑亜貴、作曲・編曲：神前暁
  - 涼宮ハルヒの憂鬱 ドラマCD『サウンドアラウンド』主題歌

## 参加ミュージシャン
- performed by 平野綾（涼宮ハルヒ）
- Guitar：西川進
- Bass：黒須克彦(#2,3)／種子田健(#3,4,5)
- Drums：佐野康夫(#1,2,3)／小田原豊(#3,4,5)
- Mixing engineer：白井康裕(#1,2,3,6)／淺野浩伸（Redefine）(#4,5)